# Emilio Zapico
Emilio Rodríguez Zapico (León, 27 maggio 1944 – Huete, 6 agosto 1996) è stato un pilota automobilistico spagnolo.

## Carriera
Formato nella scuola della Formula Seat spagnola, accede nel 1973 al Campionato Europeo Turismo, con buoni risultati al volante di una Ford Escort.
Venne iscritto al Gran Premio di Spagna 1976 di Formula 1 dal team Mapfre con una vecchia Williams FW04, utilizzata in seguito anche da Brian McGuire. Terminerà a sette decimi di secondo dalla qualificazione e non prese di conseguenza il via alla competizione.
Passò poi alle gare delle vetture sport prototipo e turismo. Morì nel 1996 in un incidente aereo.

## Risultati in Formula 1
| 1976 | Scuderia        | Vettura       |  |  |  |    |  |  |  |  |  |  |  |  |  |  |  |  | Punti | Pos. |
| ---- | --------------- | ------------- |  |  |  | -- |  |  |  |  |  |  |  |  |  |  |  |  | ----- | ---- |
| 1976 | Mapfre-Williams | Williams FW04 |  |  |  | NQ |  |  |  |  |  |  |  |  |  |  |  |  | 0     |      |

| Legenda | 1º posto     | 2º posto | 3º posto    | A punti         | Senza punti/Non class.  | Grassetto – Pole position Corsivo – Giro più veloce |
| Legenda | Squalificato | Ritirato | Non partito | Non qualificato | Solo prove/Terzo pilota | Grassetto – Pole position Corsivo – Giro più veloce |